# Macarrons de Sant Joan
Els macarrons de Sant Joan són unes postres eivissenques típiques del municipi de Sant Joan de Labritja, que tanmateix es cuinen totes les Pitiüses i formen part del receptari culinari pitiús. Són uns macarrons dolços preparats amb una pasta especial que es compra a granel i que s'assemblen als tallarins arrissats trossejats.

## Ingredients
Per a 6 persones:
- 1/4 quilo de macarrons de Sant Joan
- 1 Kg de sucre
- 1 llitre de llet
- la pell de dues llimones
- 3 bastonets de canyella
- canyella en pols
- aigua
- sal

## Preparació
Es cou la pasta amb la pell de la llimona, els bastonets de canyella, una mica de colorant i una altra de sal. Quan està mig feta s'afegeix la llet i una tercera part del sucre. Quan la pasta estigui bullida es posa en un recipient a refredar. En un altre recipient petit posem a foc lent una mica del brou anterior, la canyella en pols, llet i la resta del sucre i es remou uns minuts. Això s'aboca sobre els macarrons i se serveix fred.